# Didymocarpus bracteatus
Didymocarpus bracteatus är en tvåhjärtbladig växtart som beskrevs av Macgregor och William Wright Smith. Didymocarpus bracteatus ingår i släktet Didymocarpus och familjen Gesneriaceae. Inga underarter finns listade i Catalogue of Life.